# Transformátor

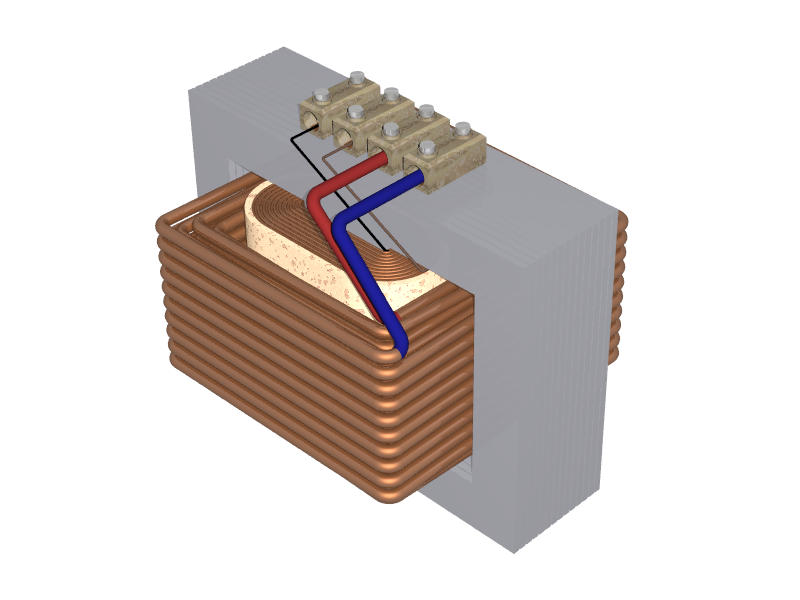
Transformátor

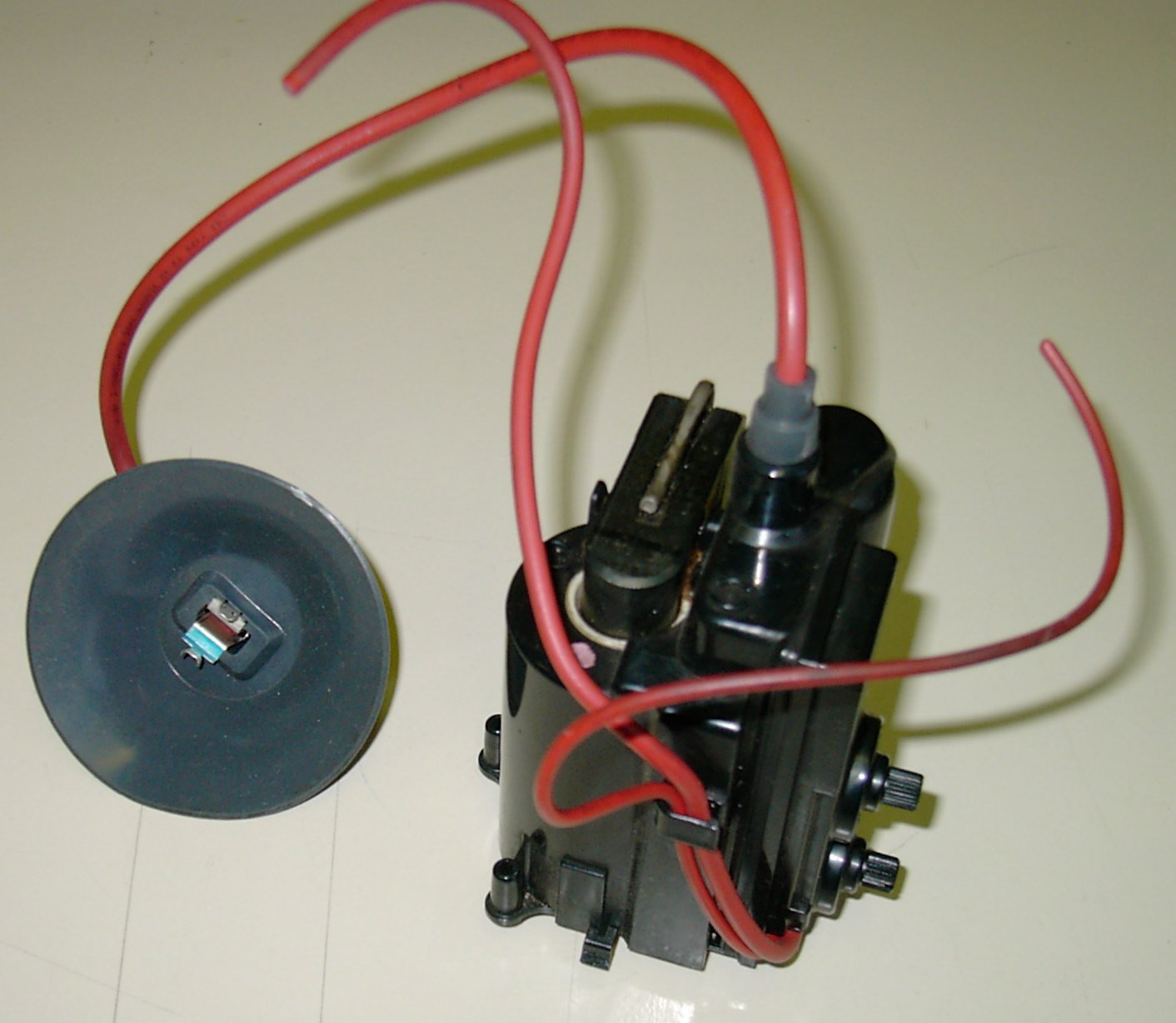
VN transformátor z televizního přijímače s výstupním napětím 25kV

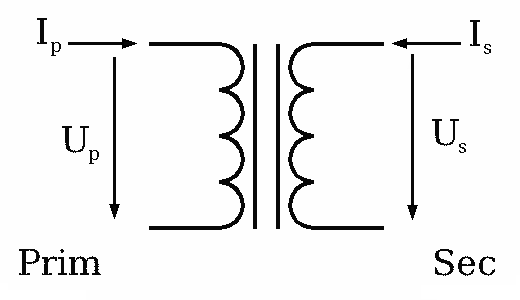
Transformátor jednofázový – schematická značka

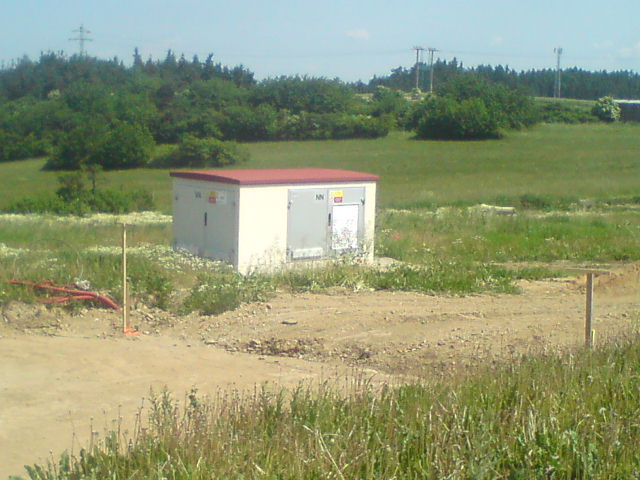
Kompaktní trafostanice Eltraf (tzv. „kiosková“). Transformátor je umístěn uvnitř kompaktní buňky odlité z betonu. Trafostanice může být částečně (jako na obrázku), nebo úplně zapuštěna do země, aby nerušila okolí.

Transformátor je v elektrotechnice netočivý elektrický stroj, který umožňuje přenášet elektrickou energii z jednoho obvodu do druhého pomocí elektromagnetické indukce. Používá se zejména pro transformaci nízkého střídavého napětí na vysoké (a zpět) nebo pro galvanické oddělení obvodů (ochrana před úrazem elektrickým proudem). Transformátor je základním prvkem pro zajištění přenosu elektrické energie od místa výroby ke spotřebiteli, protože při přenosu vysokého napětí jsou ztráty nepoměrně nižší (viz přenosová a distribuční soustava).

## Charakteristika
Transformátor může pracovat se střídavým napětím (ideálně sinusoidním) nebo s tepavým stejnosměrným napětím. Skládá se z primárního a sekundárního vinutí (tj. typicky ze dvou cívek). Pro zvýšení účinnosti (dosahuje 85 až 99 %) jsou cívky navinuty na společném jádru z feromagnetického materiálu, který zesiluje magnetické pole a zlepšuje tak indukční přenos energie mezi cívkami. Jádro klasického transformátoru je vyrobeno ze speciálních transformátorových plechů, aby se zvýšila účinnost a snížily ztráty. Transformátorové plechy jsou vyrobeny ze slitiny železa a křemíku (3,8 %) a jsou navzájem izolované kvůli omezení ztrát vířivými proudy. Pro vyšší frekvence jsou používána feritová jádra (viz spínaný zdroj).
V minulosti byla v Praze významným výrobcem výkonových transformátorů ČKD Elektrotechnika ve Vysočanech.

### Princip činnosti
Transformátor je měnič střídavého napětí. Skládá se ze tří hlavních částí: vinutí, magnetický obvod a izolační systém.
Primární vinutí slouží k převodu elektrické energie na magnetickou. Procházejícím proudem se vytváří magnetický tok Φ [Fí]. Tento tok je veden magnetickým obvodem (jádrem) k sekundární cívce. Účelem magnetického obvodu většiny transformátorů je zajistit, aby co nejvíce magnetických siločar procházelo zároveň primární a sekundární cívkou.
V sekundární cívce se podle principu Faradayova indukčního zákona (viz zákon elektromagnetické indukce) {\displaystyle u_{i}=-N{\frac {d\Phi }{dt}}} indukuje elektrické napětí. Proto transformátor pracuje jen na střídavé nebo pulzující napětí, protože u stejnosměrného napětí se nemění magnetický tok (tj. derivace konstantního toku je nulová) a na sekundárním vinutí nevzniká žádné napětí.
Dosadíme-li do indukčního zákona dvakrát veličiny primárního a sekundárního vinutí s uvažováním, že magnetický tok je identický pro obě cívky a s uvažováním zákona zachování energie, dostaneme rovnici ideálního transformátoru (beze ztrát), kde při předpokladu u rovnosti příkonu P1 a výkonu P2 (cos ϕ = 1, ztráty ∆P = 0) platí:
{\displaystyle P_{1}=P_{2}\Rightarrow U_{1}\cdot I_{1}=U_{2}\cdot I_{2}\Rightarrow p={\frac {N_{1}}{N_{2}}}={\frac {U_{1}}{U_{2}}}={\frac {I_{2}}{I_{1}}}}
kde U1 je napětí na primární cívce, I1 je proud protékající primární cívkou, N1 je počet závitů primární cívky. Indexem 2 jsou značeny veličiny sekundární cívky. Písmeno {\displaystyle p} značí převod transformátoru při {\displaystyle p>1} jde o snižující transformátor (napětí na sekundárním vinutí je nižší) a při {\displaystyle p<1} je transformátor zvyšující .

### Volba velikosti jádra
Zjednodušený výpočet průřezu jádra jednofázového vzduchového transformátoru.
S = K1•(P)−²
P je výkon transformátoru [VA], K1 koeficient 0,8–1,2, S průřez jádra [cm2].

### Ztráty v transformátoru
Součet ztrát nakrátko a naprázdno dosahuje u moderních energetických transformátorů velkých výkonů (MVA) pouze 0,5 %, účinnost je tedy 99,5 %. U malinkých transformátorů převládají ztráty nakrátko (ve vinutí) řádově 10 %.

#### Ztráty nakrátko („v mědi“)

Základní princip transformátoru

Ztráty nakrátko jsou způsobeny ohmickým odporem vodiče tvořícího vinutí primární a sekundární cívky. Vinutí je obvykle z mědi nebo hliníku. Díky průchodu proudu tímto vodičem dochází k přeměně části přenášené energie na Jouleovo teplo, které se vyzáří v podobě tepelné energie a způsobuje oteplení vinutí transformátoru. Ztráty nakrátko jsou proměnlivé podle zatížení transformátoru, tedy podle toho jak velký výkon transformátor přenáší.
Ztráty nakrátko se měří při zkratovaném sekundárním vinutí (zapojení nakrátko = do zkratu) a při napájení transformátoru sníženým napětím (tzv. zkratové napětí, též napětí nakrátko) tak, aby primárním vinutím protékal jmenovitý proud (a nebo se na tyto podmínky následně přepočítávají). Ze zkratového napětí lze vypočítat zdánlivý vnitřní odpor transformátoru a tím hodnoty prvků náhradního obvodu transformátoru: odpory vinutí {\displaystyle R_{1}+p^{2}\cdot R_{2}} a rozptylové toky vinutí. Zkratové napětí je charakteristickou hodnotou transformátoru a často se udává v procentech jmenovitého napětí. Čím větší je napětí nakrátko, tím menší je proud nakrátko a tím menší jsou i ztráty ve vinutí transformátoru. Transformátory s velkým zkratovým napětím jsou měkké zdroje napětí, transformátory s malým zkratovým napětím jsou tvrdé zdroje napětí.

#### Ztráty naprázdno („v železe“)
Ztráty naprázdno jsou především v magnetickém obvodu transformátoru. Dělíme je na ztráty magnetizační a ztráty vířivými proudy.
Ztráty naprázdno se zjišťují měřením naprázdno. Při něm je transformátor napájen do primárního vinutí jmenovitým napětím a současně má všechny ostatní svorky rozpojeny = bez zátěže (na prázdno). Činný proud vstupního vinutí je tedy spotřebován na ztráty naprázdno a můžeme je z něj snadno spočítat. Z měření naprázdno určujeme: proud naprázdno, ztráty naprázdno, převod transformátoru, prvky náhradního obvodu: hlavní indukčnost, elektrický odpor odpovídající ztrátám naprázdno.
Do těchto ztrát se započítávají i méně významné děje jako je magnetostrikce – změna mechanických rozměrů magnetického obvodu úměrná magnetickému toku. Tyto periodické změny jsou pak dobře slyšitelné jako tichý tón o dvojnásobku frekvence budícího napětí.

##### Magnetizační ztráty
Magnetizační ztráty jsou ztracená energie potřebná k přemagnetovávání feromagnetického materiálu při střídavém magnetování. Pro snížení ztrát se používá transformátorová ocel s příměsí křemíku.

##### Ztráty vířivými proudy
Vířivý proud vzniká na principu Faradayova (Zákon elektromagnetické indukce). V tomto případě je to parazitní jev, kdy dochází k naindukování napětí v železném magnetickém obvodě transformátoru. Jelikož jde o kus materiálu je obvod uzavřen a může protékat zkratový proud – (Vířivý proud). Ten je kolmý na směr magnetického indukčního toku. Z důvodu snížení těchto ztrát se magnetický obvod vyrábí z navzájem izolovaných transformátorových plechů. Vířivý proud je totiž úměrný kvadrátu plochy na které se indukuje. Rozdělíme-li tuto plochu rozplechováním např. na 100 menší obdélníkových oblastí bude v každém plechu 10 000× menší ztráta vířivým proudem. Jelikož je plechů 100 jsou celkové ztráty 100× menší než v případě magnetického obvodu z jednoho kusu.
Dále sem patří ztráty vířivými proudy ve vinutí transformátoru. Pro jejich snížení se i vinutí zhotovuje složením z více navzájem odizolovaných tenčích vodičů.

### Magnetické obvody

#### Vinutí
Vinutí pro malé síťové transformátory jsou zhotovována z lakovaných drátů různého průměru. Cívka se navíjí na cívkové tělísko závit po závitu a jednotlivé vrstvy vinutí jsou prokládány izolací. Povrch cívky je izolován lepenkou nebo plátnem. Většina síťových transformátorků se následně impregnuje vakuotlakovou impregnací. Čím je vinutí dimenzováno na vyšší napětí a větší proudy, tím je výroba cívek obtížnější.

#### Třídy izolace vinutí
```
Y = 90
 
°C   B = 130
 
°C  G = nad 180
 
°C
A = 105
 
°C  F = 155
 
°C
E = 120
 
°C  H = 180
 
°C
```

#### Řízení napětí
- Odbočkami na sekundárním vinutí
- Pomocí autotransformátoru
- Rozptylovým transformátorem

## Paralelní chod třífázových transformátorů
Je-li potřeba dodávat větší výkon, než by mohl dodávat jediný transformátor, pak je nutno výkon do podružné sítě dodávat paralelně spojenými transformátory. Pro paralelní chod transformátorů, musí být splněny čtyři podmínky, tzv. „4 S“:
- Stejná velikost sekundárních napětí, Us – I zanedbatelné rozdíly ve dvojicích napětí Us (naprázdno i pracovní) vedou k velkým vyrovnávacím proudům mezi transformátory – ke druhu zkratu.
- Stejný fázový úhel – Vnější a vnitřní zapojení vinutí transformátoru má vliv na posun fázoru napětí mezi primárním a sekundárním vinutím. Při různých hodinových úhlech dojde mezi transformátory k obrovským vyrovnávacím proudům – další typ zkratu.
- Stejný sled fází – Jednotlivé propojené fáze transformátorů musí mít stejné okamžité hodnoty napětí. Je zajištěno při napájení z jedné sítě. Pokud není dodržen sled dojde mezi transformátory k obrovským vyrovnávacím proudům – zkratu.
- Stejné napětí nakrátko, Uk – Při rozdílných Uk stejných transformátorů dojde k nerovnoměrnému rozložení přenášeného výkonu. Větší (tvrdší) trafo musí mít menší Uk, menší (měkčí) trafo větší Uk.

V případě, že transformátory pracující paralelně do společné zátěže a jsou napájeny z různých zdrojů, musí mít fázory napětí stejný směr, stejnou velikost (efektivní i okamžitou) a stejný kmitočet.

## Hodinový úhel
Hodinový úhel je charakteristická vlastnost zapojení trojfázového transformátoru (je dána konstrukcí transformátoru a uvedena na výrobním štítku). Jedná se o fázový posuv odpovídajících si napětí měřených od fázoru vyššího napětí k nižšímu ve smyslu sledu fází. Udává se v hodinách přičemž 1 h odpovídá 30°. Schema zapojení transformátoru se označuje dvěma písmeny a hodinovým úhlem. Strana vyššího napětí se označuje velkým písmenem. Strana nižšího napětí malým písmenem.
Jednotlivá písmena označují schéma zapojení vinutí: Y, y do hvězdy; D, d do trojúhelníku a písmeno z do lomené hvězdy (strana nízkého napětí při nesymetrickém zatížení). Označení zapojení transformátoru bývá doplněno znaky N nebo n, podle toho zda je vyveden střední vodič primárního nebo sekundárního vinutí.
Příklady typů transformátorů: Yy0, Dy5, Yz5, Yyn6, Dy11 atd. V praxi mohou být použita ještě další schémata zapojení speciálních třífázových transformátorů.

### Druhy transformátorů
- svařovací transformátor
- autotransformátor
- vysokofrekvenční transformátor
- měřící transformátor napětí
- měřící transformátor proudu
- transformátor s regulací fáze (PST)
- oddělovací transformátor
- Teslův transformátor

## Rozdělení transformátorů

### Podle počtu fází
- Jednofázový
- Trojfázový
- Speciální (dvě nebo více fází, měniče počtu fází)

### Podle konstrukce magnetického obvodu
- Plášťový
- Jádrový
- Toroidní

### Podle použití

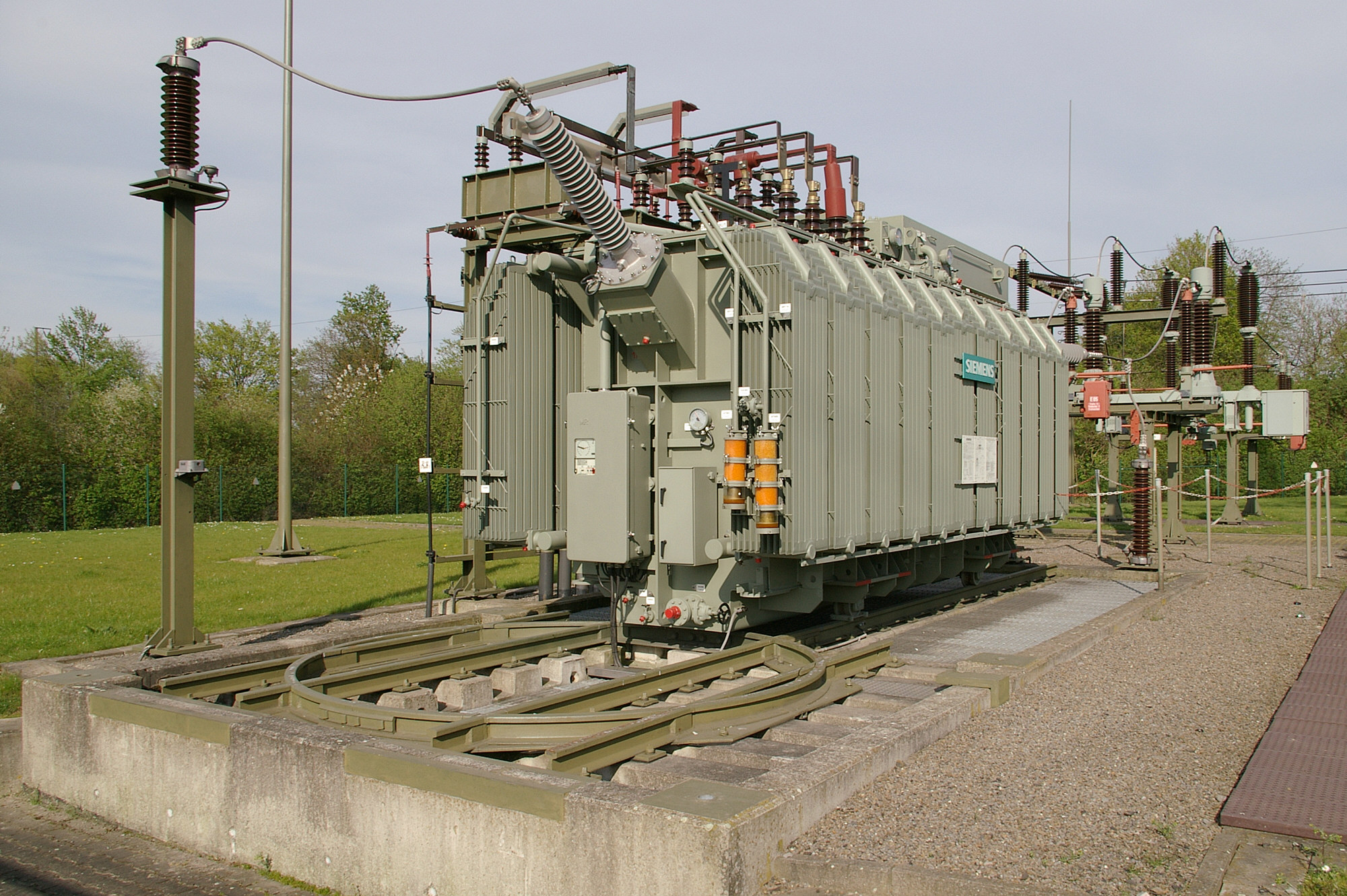
Energetický transformátor.

- Energetické: blokový (elektrický generátor elektrárny na vedení vvn),
- Distribuční (z vedení vvn/vn ke spotřebiteli)
- Napájecí (pro transformaci nízkého napětí na vyšší napětí)
- Bezpečnostní (jako napájecí, ale zajištěná izolační pevnost – pro napájení obvodů ve zdravotnictví, v hračkách a v spotřebičích ve třídě III)
- Rozptylový (s magnetickým bočníkem, pro svařování, napájení výbojek a speciální aplikace)
- Regulační (autotransformátory, ferorezonanční stabilizátory,...)
- Měřicí (napěťové, proudové, kombinované)

### Podle provedení chlazení
- Vzduchové
- Olejové
- Zalité v tuhém izolantu

### Podle počtu vinutí
- Dvojvinuťový (primár, sekundár)
- Trojvinuťový (primár, sekundár, terciár)[zdroj?]
- Vícevinuťový

## Chlazení transformátorů
Malé transformátory jsou obvykle chlazeny vzduchem. Velké transformátory jsou obvykle chlazeny olejem. Nové transformátory jsou vyráběny jako bezolejové. Jejich vinutí je zalito v izolační pryskyřici. Přímé vodní chlazení se nepoužívá. Voda je i při nepatrném znečištění vodivá a elektrickým proudem je rozkládána na výbušnou směs vodíku a kyslíku.

### Druhy chladiv a jejich označení
- O – oleje
- A – vzduch
- W – voda
- L – nehořlavá izolační kapalina
- G – plyn
- S – pevný izolant

### Označení způsobu oběhu chladiva
- N – přirozený
- F – nucený neřízený
- D – nucený řízený

### Nádoby transformátorů
- Hladká nádoba – do výkonu 50 kVA
- Vlnitá nádoba – do výkonu 2,5 MVA
- Nádoba s chladicími trubkami – do výkonu 20 MVA
- Nádoba s radiátorem – výkon nad 20 MVA

## Druhy zkoušek transformátorů
Zkouší se, zda stroj vyhovuje požadavkům kladeným na jakost materiálu, konstrukci, rozměry, elektrické vlastnosti a také vhodnost pro dané použití.

### Rozdělení zkoušek
Zkoušky transformátoru lze dělit podle:
- rozsahu,
- účelu,
- počtu opakování.

### Druhy zkoušek
Zkoušením transformátoru se ověřuje, zda splňuje předem známé kritérium. Zkoušky se provádějí a vyhodnocují:
- měřením – naměřená číselná hodnota se porovnává s předepsanou hodnotou,
- ověřením – rovnou konstatování ano/ne, například u sledu fází, kde jsou jasně dané diskrétní hodnoty.

Především teplotní zkoušky jsou časově náročné.

#### Prováděná měření
- převodu napětí[zdroj?]
- izolačního odporu
- odporu vinutí za studena
- ztrát naprázdno
- charakteristiky naprázdno[zdroj?]
- netočivé impedance[zdroj?]
- kapacity vinutí[zdroj?]
- ztrát nakrátko[zdroj?]
- hluku[zdroj?]
- elektrické pevnosti oleje[zdroj?]

#### Prováděné prověrky
- kontrola fází[zdroj?]
- zkouška přiloženým napětím[zdroj?]
- zkouška indukovaným napětím[zdroj?]
- oteplovací[zdroj?]
- nárazovým napětím plnou vlnou[zdroj?]
- zkratová odolnost[zdroj?]
- nárazovým napětím kusou vlnou[zdroj?]
- mechanické (přepínače odboček)

### Související veličiny
- Elektrické napětí
- Magnetický tok